# Sông Kherlen
Sông Kherlen (tiếng Mông Cổ: Хэрлэн гол, Kherlen gol; tiếng Trung: 克鲁伦河; bính âm: Kèlǔlún hé, phiên âm Hán-Việt: Khắc Lỗ Luân) là con sông dài 1.254 km chảy trên lãnh thổ Mông Cổ và Trung Quốc.

## Dòng chảy
Con sông này bắt nguồn từ sườn phía nam của dãy núi Khentii, trong Vùng bảo tồn nghiêm ngặt Khan Khentii, cách Ulan Bator 180 km về phía đông bắc. Từ đấy, Kherlen chảy gần như theo hướng đông qua tỉnh Khentii, qua Ulaan Ereg và Choibalsan, và vào lãnh thổ Trung Quốc tại 48°3′B 115°36′Đ / 48,05°B 115,6°Đ, chảy thêm 164 km thì chảy vào hồ Hulun Nuur.

### Kherlen-Argun-Amur
Có những năm, mực nước hồ Hulun cao hơn bình thường và tràn qua bờ phía bắc rồi chảy vào sông Argun cách đó 30 km. Sông Argun lại chảy vào sông Amur. Hệ thống Kherlen-Argun-Amur có tổng chiều dài 5052 km.